# Čertův hrádek (hrad, okres Prostějov)
Čertův hrádek je zřícenina hradu u osady Okluky na okrese Prostějov. Nachází se zhruba na polovině vzdálenosti mezi obcemi Malé Hradisko a Stínava nad odbočkou do Okluk, na obtížně přístupném skalisku obtékaném říčkou Oklukou (Hloučelou) nad jejím soutokem s pravým přítokem bezejmenného potoka tekoucího od Malého Hradiska.

## Historie
Hrádek stojí na rozmezí tří historických panství, jež náležela k hradům Boskovice, Vícov a Plumlov. Hrádek se zmiňuje jako pomístní jméno Čertů v roce 1512, kdy se uvádí na listině Ladislava z Boskovic, který prodával několik okolních vsí Vilémovi z Pernštejna.
Hrádek měl zřejmě strážní funkci, jeho existence však také mohla mít souvislost s těžbou železné rudy v blízkém okolí. Jako pravděpodobný se jeví názor, že hrádek byl zničen za markraběcích válek, a to v roce 1389, kdy markrabě Jošt Lucemburský táhl proti hradům svých protivníků – Boskovicím a Vícovu, které dobyl.

## Turistika
Přímo k pozůstatkům hradu nevede značená trasa. Kolem místa se však stáčí červená turistická trasa  ze směru Prostějov – Plumlov – Stínava, která dále pokračuje do Malého Hradiska a kolem Lipové přes Stražisko a Přemyslovice až do Náměště na Hané.
Zhruba půl kilometru severně od hrádku prochází lesem modrá turistická trasa Malé Hradisko – Okluky – Pohodlí – Stražisko – Štarnov – Nová Dědina – Budětsko – Hvozd – Vojtěchov.

## Fotogalerie

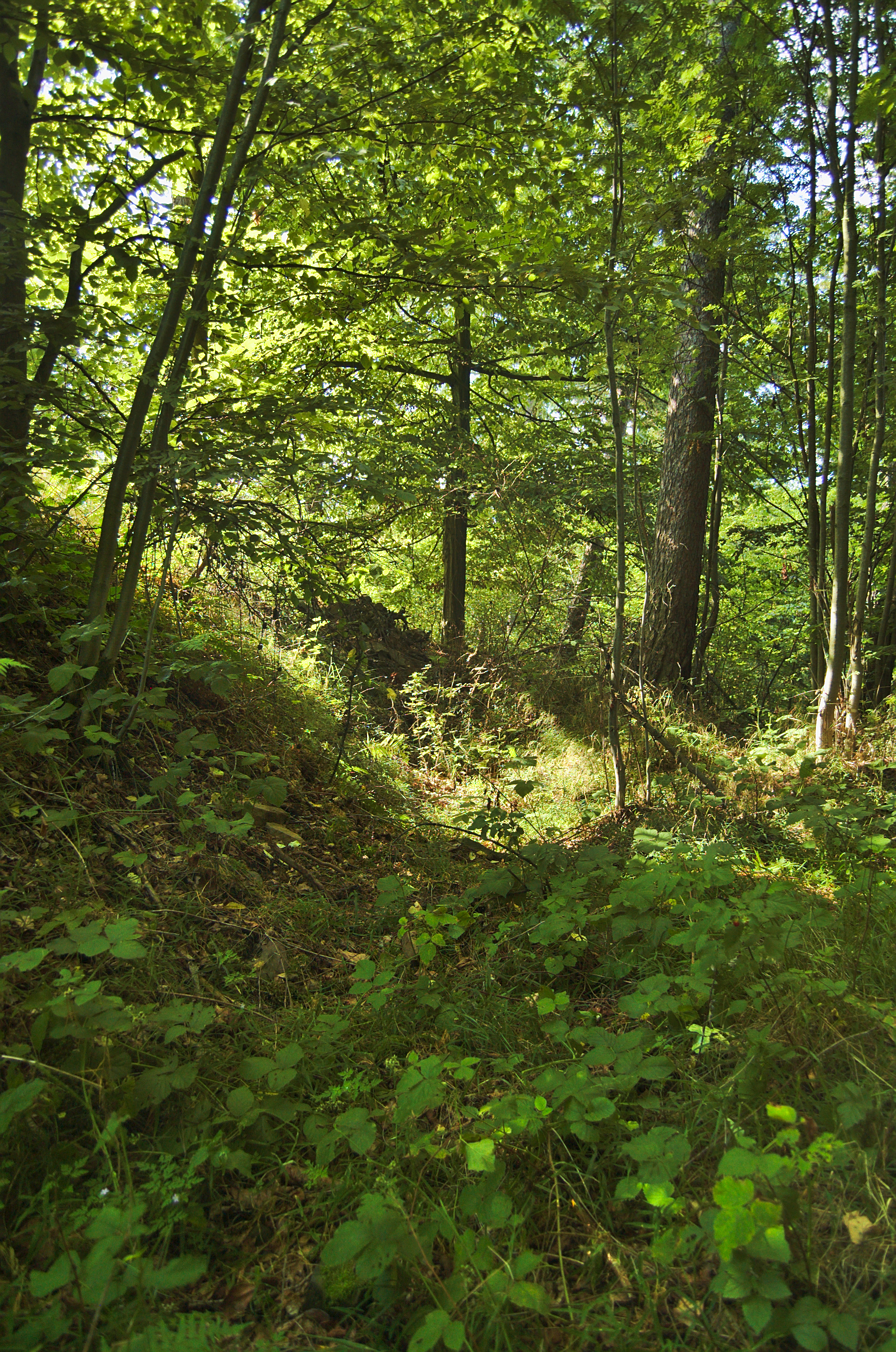
Možné opevnění Čertova hrádku
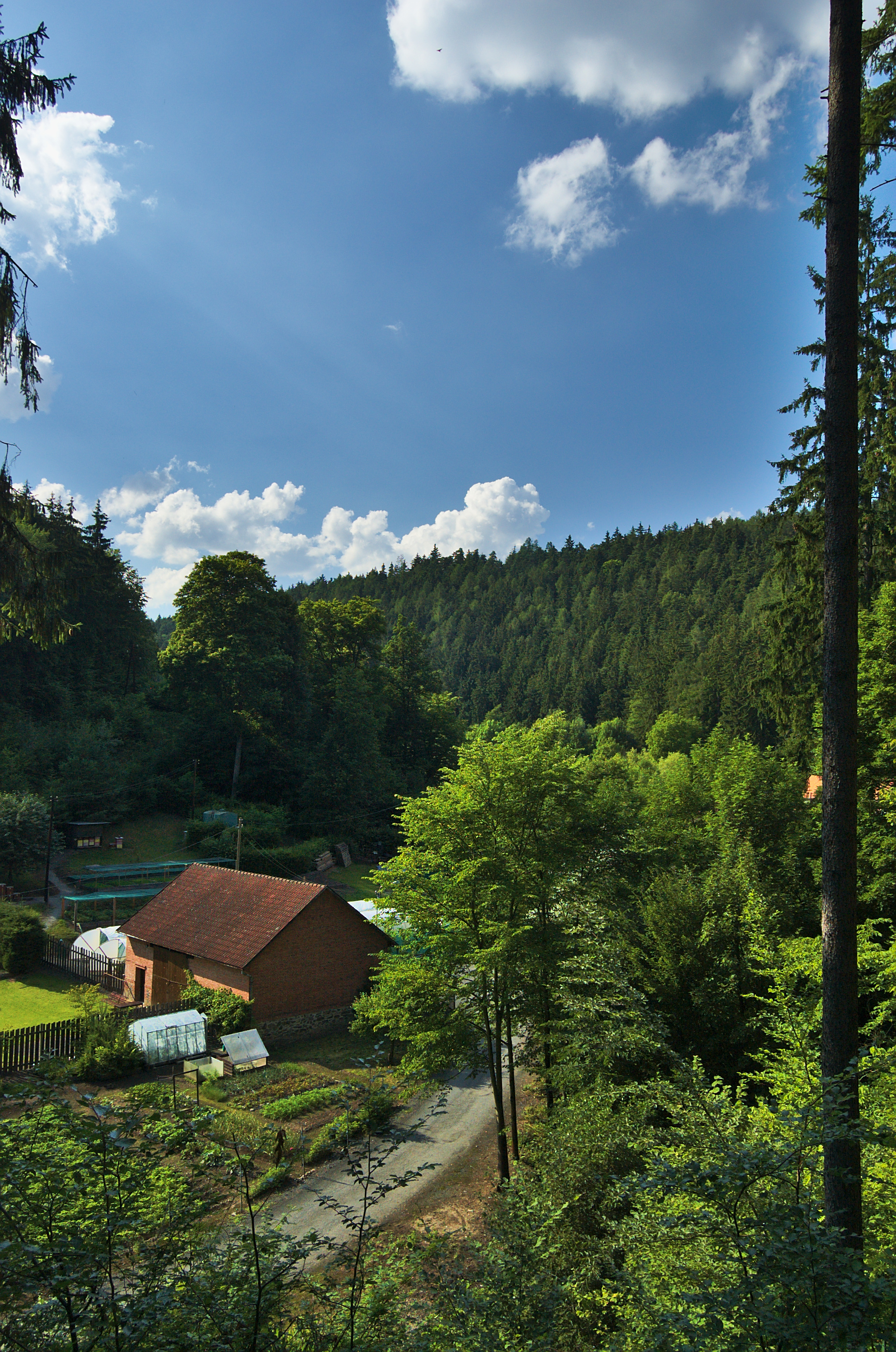
Pohled na hájovnu z kopce u Čertova hrádku
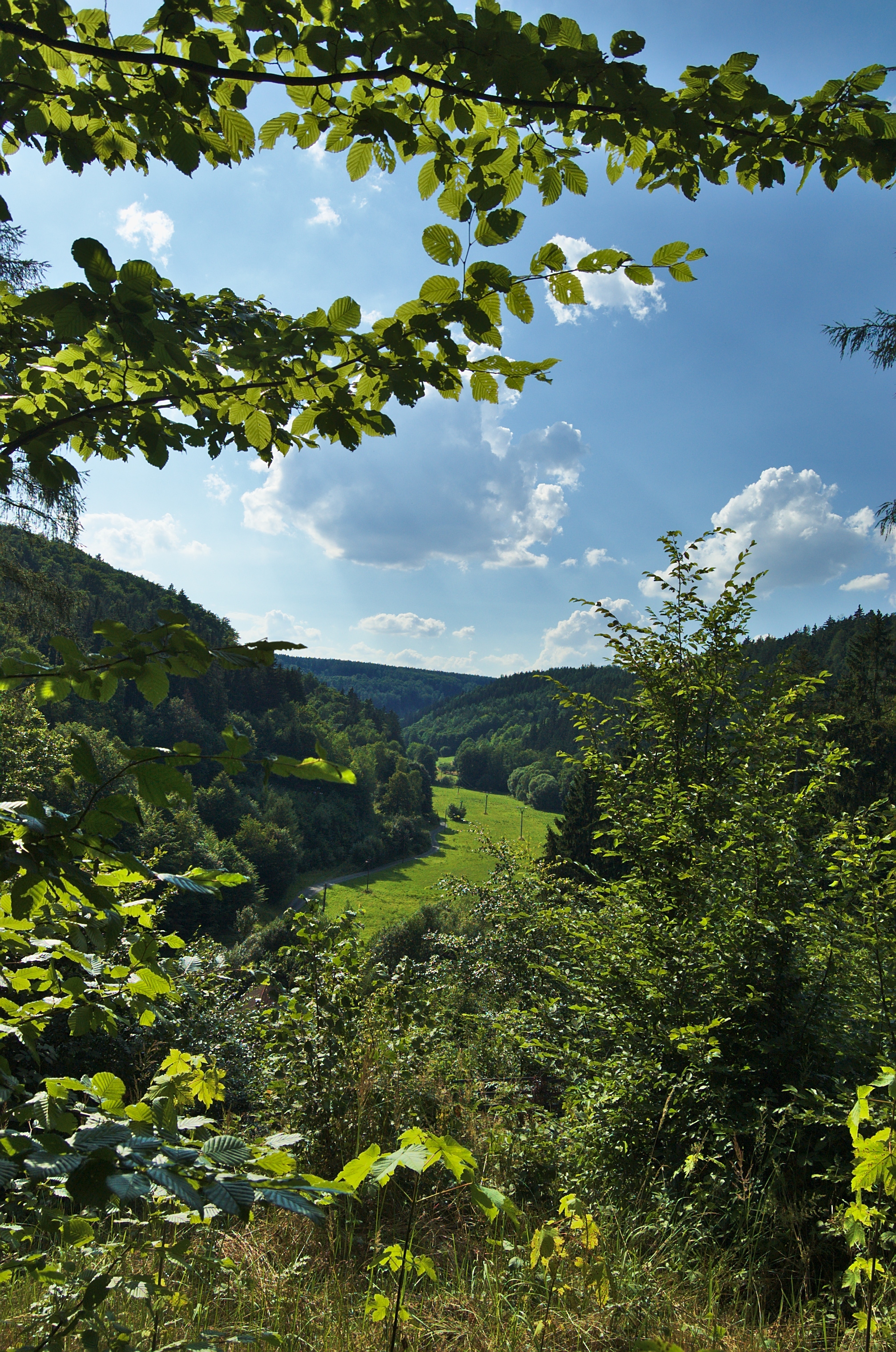
Výhled na údolí říčky Okluky
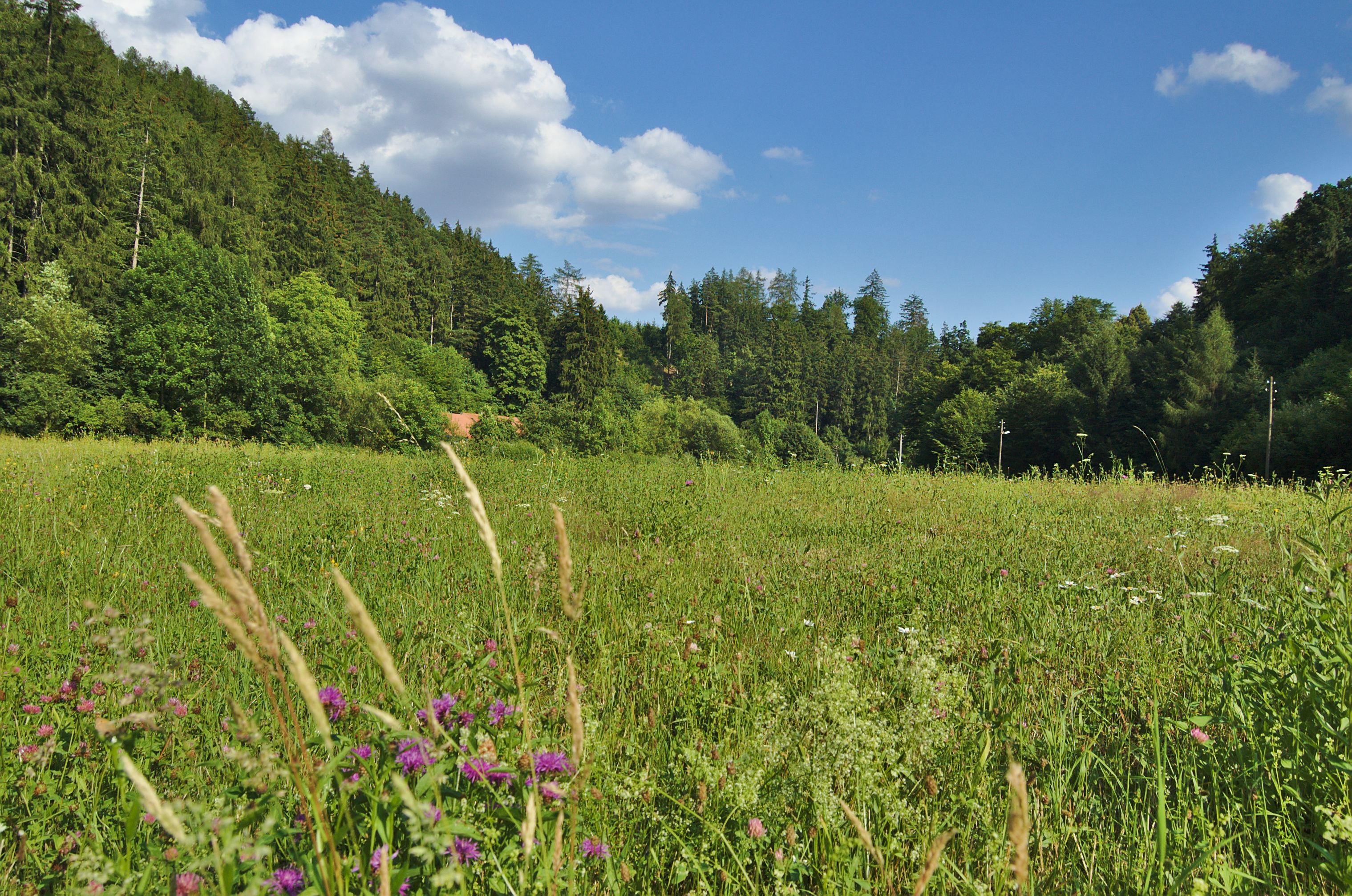
Údolí říčky Okluky, skalní ostroh, na kterém stojí zbytky hradu, se nachází zhruba v polovině fotografie